# 濟米夫尼基
48°5′59″N 39°49′0″E / 48.09972°N 39.81667°E
濟米夫尼基（烏克蘭語：Зимівники）是位於烏克蘭東部的村莊，由盧甘斯克州多夫然斯克區的多夫然斯克市鎮負責管轄。該村始建於1796年，面積18.8平方公里，海拔高度249米，2001年人口133，人口密度每平方公里7.1人。